# 百合河
百合河，位于中国广西壮族自治区那坡县境内，是百南河左岸支流，上游称德隆河，发源于那坡县德隆乡德孚村岩北屯西北方1.7千米处，东南流至百合乡清华村转西南流，至百南乡汇入百南河。干流长57千米，天然落差490米，流域面积580平方千米。年均径流量3.48亿立方米。